# Estación Brotas
La Estación Brotas es una de las estaciones del Metro de Salvador, situada en Salvador en el barrio de Brotas, próxima a otra estación, la de Campo da Pólvora. Es una de las estaciones que integran la Línea 1 del sistema.
Fue inaugurada el 11 de junio de 2014, junto con otras tres estaciones de la línea.